# Vital
Vital was tussen 1978 en 2007 het enige verkrijgbare livealbum van Van der Graaf, toen de naam van Van der Graaf Generator (VdGG). 

## Inleiding
Van der Graaf toerde langdurig in het Verenigd Koninkrijk en Europa om het album The quiet zone/The pleasure dome te promoten. De tournee begon al in februari 1977 en liep minstens door tot in januari 1978. In die toer werd de band uitgebreid met cellist Charles Dickie. Voor de optredens in de Marquee Club (15 en 16 januari 1978) werd oudgediende David Jackson ingeschakeld. Opnamen werden gemaakt van het concert op 16 januari 1978 en wel door een 24-tracks mobiele opneemunit. Drummer Guy Evans ging met die opnamen aan de slag in de Foel Studio’s, bandleider Peter Hammill was toen alweer op pad voor soloconcerten.
Het album werd vanaf de start geplaagd door pech. Tijdens de opnamen raakte de “stem” van Jackson kwijt. Evans moest op de andere 23 “tracks” naar die stem zoeken; hem uitmixen en versterkt terugplaatsen. Het album kwam vervolgens in onderstaande setting uit. Het album werd uitgebracht toen de band was opgehouden te bestaan; er waren te weinig inkomsten om de band draaiend te houden. Bij de overzetting naar compact disc (1989) ging het opnieuw mis. De eerste versie vermeldde de complete tracklist, terwijl deze niet te horen was (maximale speelduur van de cd is 80 minuten). Dit werd vlak daarna gecorrigeerd. Wanneer er in 1989 ook een Japanse persing volgt, werd wel de gehele setting geperst op twee cd’s, maar het begeleidende tekstboekje stond vol met tikfouten. Alles werd pas correct weergegevens, toen Virgin het album geremasterd uitbracht in het kader van de uitgave van het album Present (2005); het eerste studioalbum dat na Vital verscheen.  

## Musici
- Peter Hammill – zang, piano, gitaar
- Nic Potter – basgitaar
- Graham Smith – viool
- Charles Dickie – cello, elektrische piano, synthesizer
- David Jackson – saxofoons en dwarsfluit (niet op tracks 1-3 van kant 1 en track 1 van kant 4)
- Guy Evans - drumstel

## Muziek
Vanwege de veranderde samenstelling van VdGG kregen nummers een ander arrangement, niet tot ieders genoegen. Nummers zijn afkomstig van albums van VdGG en albums van Peter Hammill. 

| Nr. | Titel                                                   | Duur |
| --- | ------------------------------------------------------- | ---- |
| 1.  | Ship of fools (van B-kant van single Cats eye)          | 6:44 |
| 2.  | Still life (van album Still life)                       | 9:44 |
| 3.  | Last frame (van album The quiet zone/The pleasure dome) | 9:05 |

| Nr. | Titel                                                                                          | Duur  |
| --- | ---------------------------------------------------------------------------------------------- | ----- |
| 1.  | Mirror images (van album ph7)                                                                  | 5:51  |
| 2.  | Medley:A plague of lighthouse keepers en The sleepwalkers (van albums Pawn hearts en Godbluff) | 13:43 |

| Nr. | Titel                                                    | Duur  |
| --- | -------------------------------------------------------- | ----- |
| 1.  | Pioneers over c (van album H to He, who am the only one) | 17:08 |
| 2.  | Sci-finance (van album In a foreign town)                | 6:13  |

| Nr. | Titel                                                             | Duur |
| --- | ----------------------------------------------------------------- | ---- |
| 1.  | Door (van album The quiet zone/The pleasure dome)                 | 5:30 |
| 2.  | Urban/Killer/Urban (deels van album H to He, who am the only one) | 8:18 |
| 3.  | Nadi’rs big chance (van album Nadir's big chance)                 | 3:59 |